# Вертленд (Кентуккі)
Вертленд (англ. Wurtland) — місто (англ. city) в США, в окрузі Ґрінап штату Кентуккі. Населення — 983 особи (2020).

## Географія
Вертленд розташований за координатами 38°32′59″ пн. ш. 82°46′44″ зх. д. / 38.54972° пн. ш. 82.77889° зх. д. (38.549598, -82.779018).  За даними Бюро перепису населення США в 2010 році місто мало площу 4,67 км², з яких 4,56 км² — суходіл та 0,10 км² — водойми.

## Демографія
Згідно з переписом 2010 року, у місті мешкало 995 осіб у 383 домогосподарствах у складі 253 родин. Густота населення становила 213 особи/км².  Було 437 помешкань (94/км²).
Расовий склад населення:
| - 98,3 % — білих - 0,3 % — чорних або афроамериканців - 0,2 % — корінних американців |

До двох чи більше рас належало 1,2 %. Частка іспаномовних становила 0,0 % від усіх жителів.
За віковим діапазоном населення розподілялося таким чином: 18,4 % — особи молодші 18 років, 52,1 % — особи у віці 18—64 років, 29,5 % — особи у віці 65 років та старші. Медіана віку мешканця становила 49,3 року. На 100 осіб жіночої статі у місті припадало 100,2 чоловіків;  на 100 жінок у віці від 18 років та старших — 92,4 чоловіків також старших 18 років.
Середній дохід на одне домашнє господарство  становив 42 499 доларів США (медіана — 31 447), а середній дохід на одну сім'ю — 49 678 доларів (медіана — 41 705). Медіана доходів становила 48 750 доларів для чоловіків та 28 333 долари для жінок. За межею бідності перебувало 20,8 % осіб, у тому числі 40,9 % дітей у віці до 18 років та 13,6 % осіб у віці 65 років та старших.
Цивільне працевлаштоване населення становило 278 осіб. Основні галузі зайнятості: освіта, охорона здоров'я та соціальна допомога — 28,1 %, виробництво — 15,1 %, будівництво — 12,2 %, роздрібна торгівля — 11,5 %.